# Октябрьское сельское поселение (Северная Осетия)
Октябрьское се́льское поселе́ние — муниципальное образование в Пригородном районе Северной Осетии Российской Федерации.
Административный центр — село Октябрьское.

## История
Статус и границы сельского поселения установлены Законом Республики Северная Осетия-Алания от 5 марта 2005 года № 18-рз «Об установлении границ муниципального образования Пригородный район, наделении его статусом муниципального района, образовании в его составе муниципальных образований — сельских поселений и установлении их границ»

## Население
| 2002    | 2010    | 2011    | 2012    | 2013    | 2014    | 2015    |
| ------- | ------- | ------- | ------- | ------- | ------- | ------- |
| 10 575  | ↘10 436 | ↘10 406 | ↘10 269 | ↘10 202 | ↗10 231 | ↗10 275 |
| 2016    | 2017    | 2018    | 2019    | 2020    | 2021    | 2023    |
| ↘10 221 | ↘10 194 | ↘10 147 | ↘10 067 | ↗10 076 | ↗10 149 | ↘10 042 |
| 2024    | 2025    |         |         |         |         |         |
| ↘10 018 | ↘9970   |         |         |         |         |         |

## Состав сельского поселения
| № | Населённый пункт | Тип населённого пункта       | Население |
| - | ---------------- | ---------------------------- | --------- |
| 1 | Октябрьское      | село, административный центр | ↘9970     |